# Anh ơi ở lại
"Anh ơi ở lại" là một bài hát được thu âm bởi người mẫu và nữ diễn viên Việt Nam Chi Pu. Được sáng tác bởi Đạt G, phối khí bởi Đoàn Minh Vũ cùng phần mix và mastering do Bố Thỏ Heo đảm nhận, bài hát được phát hành vào ngày 23 tháng 4 năm 2019 qua hãng thu âm GOM Entertainment do Chi Pu tự thành lập. "Anh ơi ở lại" được viết theo thể loại pop ballad này là đĩa đơn thứ tám trong sự nghiệp làm nghệ sĩ thu âm của Chi Pu từ năm 2017.
Sau khi phát hành, bài hát nhận về những đánh giá trái chiều từ các nhà phê bình và nhà báo âm nhạc. Đa số những đánh giá này là tích cực, các nhà phê bình đã tán dương sự chuyển đổi thể loại âm nhạc cũng như sự chỉn chu hơn về ca từ bài hát so với các tác phẩm trước của cô. Song song với những đánh giá này là đánh giá tiêu cực, đa phần đều xuất phát từ chất giọng mỏng và giọng hát thiếu kĩ thuật. Màn biểu diễn trực tiếp bài hát này của Chi Pu hầu hết đều bị công chúng chỉ trích từ bê bối hát oét "chiếc ô" thành "chiếc ố"

## Bối cảnh và phát hành
Vào tháng 10 năm 2017, người mẫu kiêm diễn viên Chi Pu công bố rằng cô sẽ theo đuổi sự nghiệp âm nhạc làm "ca sĩ", cùng với một web series ghi lại quá trình ấy. Sau đó cô bắt đầu phát hành các sản phẩm âm nhạc của mình, những bài hát này đều được viết theo thể loại electropop do các nhà sản xuất Hàn Quốc tiến hành sản xuất, hoà âm và phối khí. Cô sớm nhận về những tranh luận gây tranh cãi từ nhiều người nổi tiếng và công chúng, đa phần là chỉ trích về những phát ngôn được cho "thiếu tôn trọng đến nghề" và giọng hát kém, trình diễn thường xuyên mắc lỗi.
Tối ngày 23 tháng 4 năm 2019, Chi Pu tổ chức buổi họp báo giới thiệu đĩa đơn mới cùng video âm nhạc có tựa đề "Anh ơi ở lại". Bài hát được tải lên YouTube và các nền tảng nghe nhạc trực tuyến tại Việt Nam không lâu sau đó.

## Đánh giá chuyên môn
Sau khi phát hành, bài hát nhận về những phản ứng trái chiều, đa phần là tích cực từ các nhà phê bình và nhà báo âm nhạc. Viết cho tạp chí Revelogue, Đỗ Quyên cho rằng "Anh ơi ở lại" là "bài hát đánh dấu bước trở lại đầy mạnh mẽ của Chi Pu sau những ồn ào, thị phi gần đây" và nhận định rằng "với sự đầu tư chỉn chu, tạo hình hoàn hảo thì bài hát đã mang lại những thành công nhất định trên con đường nghệ thuật của cô." Minh Khôi từ SaoStar đánh giá đây là "một sản phẩm nghiêm túc, được đầu tư chỉn chu về phần nhìn, và giọng hát được đặt vào sáng tác một cách vô cùng vừa vặn, khác với những tác phẩm bị gắn mác 'thảm hoạ' trước đó của cô", tuy vậy anh vẫn chỉ trích "chất giọng của Chi Pu vẫn rất mỏng, lực vô cùng yếu, âm sắc chưa đẹp cho dù 'Anh ơi ở lại' là một ca khúc vừa vặn, không đòi hòi quá nhiều kĩ thuật và cao độ" và nhận định "nếu Chi Pu thực sự muốn lấn sân vào con đường hát ballad, chính cô phải cần nỗ lực và luyện tập nhiều hơn nữa."
Viết cho báo Zing News, Quang Đức đánh giá cao ca từ của phần điệp khúc mông lung về nội dung và sắp xếp nhưng tương đối bắt tai, giúp ca khúc thêm cao trào: "Anh ơi anh ở lại, ở lại với em đi anh ở lại / Đừng làm áng mây trôi trên bầu trời một mình chơi vơi / Bông hoa xinh ngoài vườn nhà giờ cũng đã xác xơ bông hoa lụi tàn / Thật nhiều đớn đau mà người lo lắng đâu rồi." Bài hát đã nhận về số điểm 7/10.

## Video âm nhạc
Video âm nhạc của bài hát được phát hành cùng thời điểm với đĩa đơn, có tựa đề là "Chuyện Cám Tấm" và được lấy chủ đề về truyện cổ tích Tấm Cám. Video nhận về những phản ứng tích cực, Trần Thủy từ Báo điện tử VTV nhận xét "Chi Pu chỉ tập trung khai thác những yếu tố về nội dung sản phẩm thay cho những yếu tố bên lề, không còn là những chiêu trò như trước, nên khi xem MV khán giả vô cùng bất ngờ. Theo Billboard Vietnam, nội dung video về câu chuyện Tấm Cám được kể lại mọi thứ dưới góc nhìn của Cám. Một Cám vì yêu hoàng thượng (Lãnh Thanh thủ vai) đến cuồng si nhưng không được để ý nên đã làm mọi thứ để có được trái tim của người mình yêu. Đó là cố gắng thử hài đến rướm máu gót chân, 5 lần 7 lượt hại chết Tấm (Mai Vân Trang thủ vai) như chặt cây cau, đốt lồng chim vàng anh. Tất cả những hành động đó cuối cùng nguyên nhân chỉ đến từ sự mù quáng do tình yêu. Long Phạm từ Soha đánh giá: "MV có cốt truyện, bố cục khá đầy đủ từ đầu tới cuối, như một câu chuyện truyền thống (thể loại truyện classic với đầy đủ 5 phần: trình bày, thắt nút, phát triển, cao trào, mở nút). Bố cục này không mới, nhưng cho người xem cảm giác toàn vẹn, như đang xem một bộ phim ngắn." Video đã đạt hơn 100 triệu lượt xem trên YouTube, trở thành một trong những video Việt Nam được xem nhiều nhất mọi thời đại.

## Biểu diễn trực tiếp
Chi Pu đã trình diễn trực tiếp bài hát này nhiều lần. Đa số những lần biểu diễn này đều được cho là "thất bại" và Chi Pu nhận về các chỉ trích từ khán giả vì giọng hát "chênh, phô và hát oét". Đặc biệt, trong một lần biểu diễn bài hát tại một quán bar ở Thành phố Hồ Chí Minh vào tháng 6 năm 2020, Chi Pu đã hát lạc giọng, hụt hơi, và hát "chiếc ô" thành "chiếc ố". Cụm từ này sau đó trở nên nổi tiếng và được người tẩy chay cùng nhiều khán giả khác sử dụng để nhạo báng, chế giễu nữ ca sĩ.
Bài hát được cover lại bởi nhiều nghệ sĩ khác nhau, gồm Hương Ly, Hiền Hồ, Lâm Bảo Ngọc, Nguyễn Trần Trung Quân, và Quang Hùng MasterD.

## Ghi danh
Phần ghi danh được trích từ cuối video âm nhạc "Anh ơi ở lại" trên YouTube.
- Chi Pu – hát chính
- Đạt G – sáng tác
- Đoàn Minh Vũ – phối khí
- Bố Thỏ Heo – thu âm, mix, mastering
- Thu âm tại M'Acoustic Studio (Thành phố Hồ Chí Minh, Việt Nam)

## Danh sách bài hát
Phát trực tuyến
1. "Anh ơi ở lại" – 4:52

## Lịch sử phát hành
| Quốc gia | Ngày                | Định dạng       | Hãng đĩa          | Ng.    |
| -------- | ------------------- | --------------- | ----------------- | ------ |
| Việt Nam | 23 tháng 4 năm 2019 | Phát trực tuyến | GOM Entertainment | [ 24 ] |